# 伊比蒂塔
伊比蒂塔（葡萄牙語：Ibititá）是巴西巴伊亚州的一个市镇。总面积564.921平方公里，总人口17972人，人口密度31.8人/平方公里。